# Larries

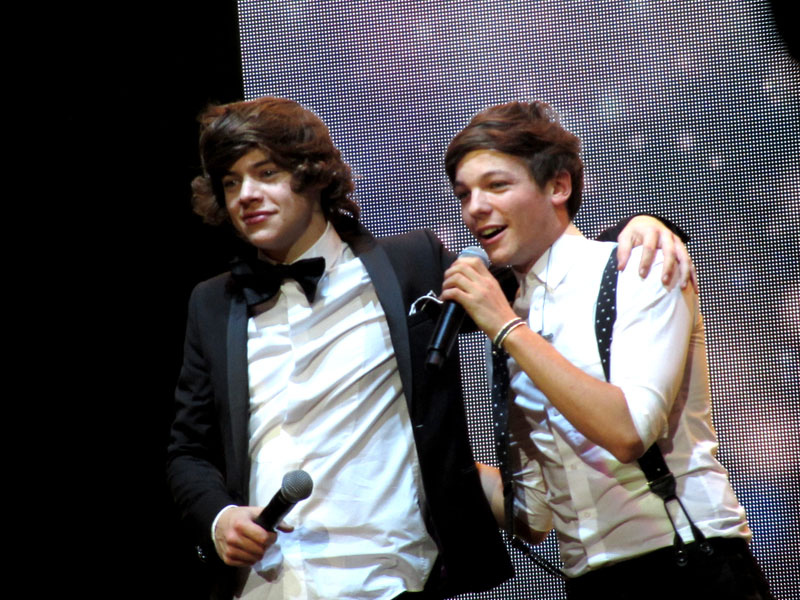
Styles y Tomlinson en 2012.

Los Larries son shippers que creen en la teoría conspirativa que afirma que los antiguos integrantes de la banda One Direction, Harry Styles y Louis Tomlinson, tuvieron o aún tienen una relación romántica en secreto.: 173–174  Una parte fundamental de esta teoría conspirativa es que ambos, referidos con el portmanteau «Larry Stylinson» y también simplemente como «Larry», han sido metidos en el armario por su compañía de gestión, Modest Management, supuestamente debido a intereses corporativos homófobos. Los defensores de la teoría conspirativa han utilizado el hashtag #LarryIsReal.
A pesar de las repetidas declaraciones públicas que la desmienten, la creencia en esta teoría no ha disminuido con el paso del tiempo.: 219–220  Los Larries han sido uno de los grupos más grandes del fandom de One Direction desde los primeros días de la banda.: 219–220 

## Historia

### Inicios
One Direction se formó en The X Factor en 2010 y los autodenominados Larries se formaron poco después, inspirados por la estrecha y pública amistad de la dupla. Sus interacciones en el programa se extendieron hasta el punto de que Styles declaró en 2011 que su «primer flechazo real» fue Tomlinson.: 29  Desde el principio, la mayoría de los Larries han insistido en que la relación de Styles y Tomlinson es real. Según un fan anónimo de One Direction entrevistado por The Daily Dot en 2012, «No hay sitio en el fandom para quienes shippean a Harry/Louis en un sentido ficticio». Los Larries han sido criticados por analizar las interacciones entre Styles y Tomlinson para probar que existe una relación romántica, y el fandom a menudo ha sido acusado de «tinhatting», que es cuando una persona o grupo no puede separar la ficción de la realidad.: 29 

| Louis Tomlinson  | Twitter |
| @Louis_Tomlinson |         |

             Siempre en mi corazón @Harry_Styles . Sinceramente tuyo, Louis
         

        2 de octubre de 2011
    

En octubre de 2011, Tomlinson publicó un tuit, «Siempre en mi corazón @Harry_Styles. Sinceramente tuyo, Louis». El tuit es considerado una de las «piezas de evidencia más celebradas» en el fandom,: 29  alcanzando el puesto de segundo tuit más retuiteado de todos los tiempos, con más de 2 millones de retuits. Desde la concepción de la teoría, los Larries han acosado a Styles y Tomlinson, sus amigos y familiares, y a los periodistas que informan sobre los Larries. Ya en 2012, Tomlinson admitió que la popularidad de la teoría estaba afectando negativamente la forma en que él y Styles se comportaban en público. Tomlinson también se refirió al ship de Larry como «gilipolleces» y «teorías conspirativas» en Twitter alrededor de esta época. Esto no disuadió a los fans conspiracionistas de especular regularmente sobre cuándo Styles y Tomlinson podrían anunciar su relación al público.

### Crazy About One Direction
En 2013, la documentalista británica Daisy Asquith fue encargada por Channel 4 para crear un documental televisivo sobre los fans de One Direction. Asquith entrevistó a fans en un concierto en Manchester, asegurándose de involucrar a los padres de los fans y de localizar a aquellos que estarían emocionalmente preparados para aparecer en televisión. Channel 4 la presionó para que destacara a «los fans locos» y, en el último minuto, cambió el nombre del documental de «I Heart One Direction» a «Crazy About One Direction».
Para muchos fans de One Direction, las representaciones de fans usando atuendos temáticos de One Direction, creando fan arts y participando en comportamientos «insanos» fueron interpretadas como una humillación pública. En respuesta al documental y la indignación, el miembro de One Direction Liam Payne tuiteó: «Nos importa un carajo lo que diga ningún documental ahí [sic] dramatizado para entretener y lleno de gilipolleces de todos modos todos sabemos...»
En las 24 horas posteriores al lanzamiento de Crazy About One Direction, un rumor no fundamentado de que 42 fans que creían en la teoría de Larry Stylinson se habían suicidado como resultado del documental circuló en línea, con #RIPLarryShippers siendo tendencia en Twitter. Cabe destacar que los suicidios falsos fueron construidos tanto en respuesta a la película como a los anti-Larries que usaron el documental como excusa para criticar los comportamientos de los shippers de Larry. Asquith y Channel 4 también recibieron amenazas de bomba y amenazas de muerte.
En el documental, los Larries fueron acusados de avergonzar al fandom de One Direction al hacer que todos los fans de One Direction parecieran locos. Hashtags como #thisisnotus fueron utilizados por los miembros de One Direction para distanciarse de los Larries tras el lanzamiento del documental. La mayor visibilidad de la teoría conspirativa de Larry Stylinson y la percepción de humillación pública hicieron que sus filas se endurecieran y sus creencias se volvieran más extremas.: 198 

### «Osos Bondage Arcoíris» y otros símbolos
Para 2014, los Larries creían que Tomlinson y Styles les enviaban mensajes secretos directamente a ellos. La manifestación más notable de esta creencia vino en forma de «Osos Bondage Arcoíris» que podían verse en el escenario en los conciertos de One Direction en 2014 y 2015. Estos osos de peluche (originalmente propiedad de fans que los arrojaban al escenario durante los conciertos) fueron colocados más tarde en el escenario durante los conciertos y vestidos con disfraces que recordaban a destacados íconos gays, como Freddie Mercury y Judy Garland.

A veces, los osos parecían insinuar la conspiración Larry, como cuando un letrero junto al oso decía «Love Larry» con una foto de Larry Grayson adjunta. El contexto de los osos aún no está claro, pero la banda ha negado que tenga alguna importancia en las vidas personales de Styles o Tomlinson.

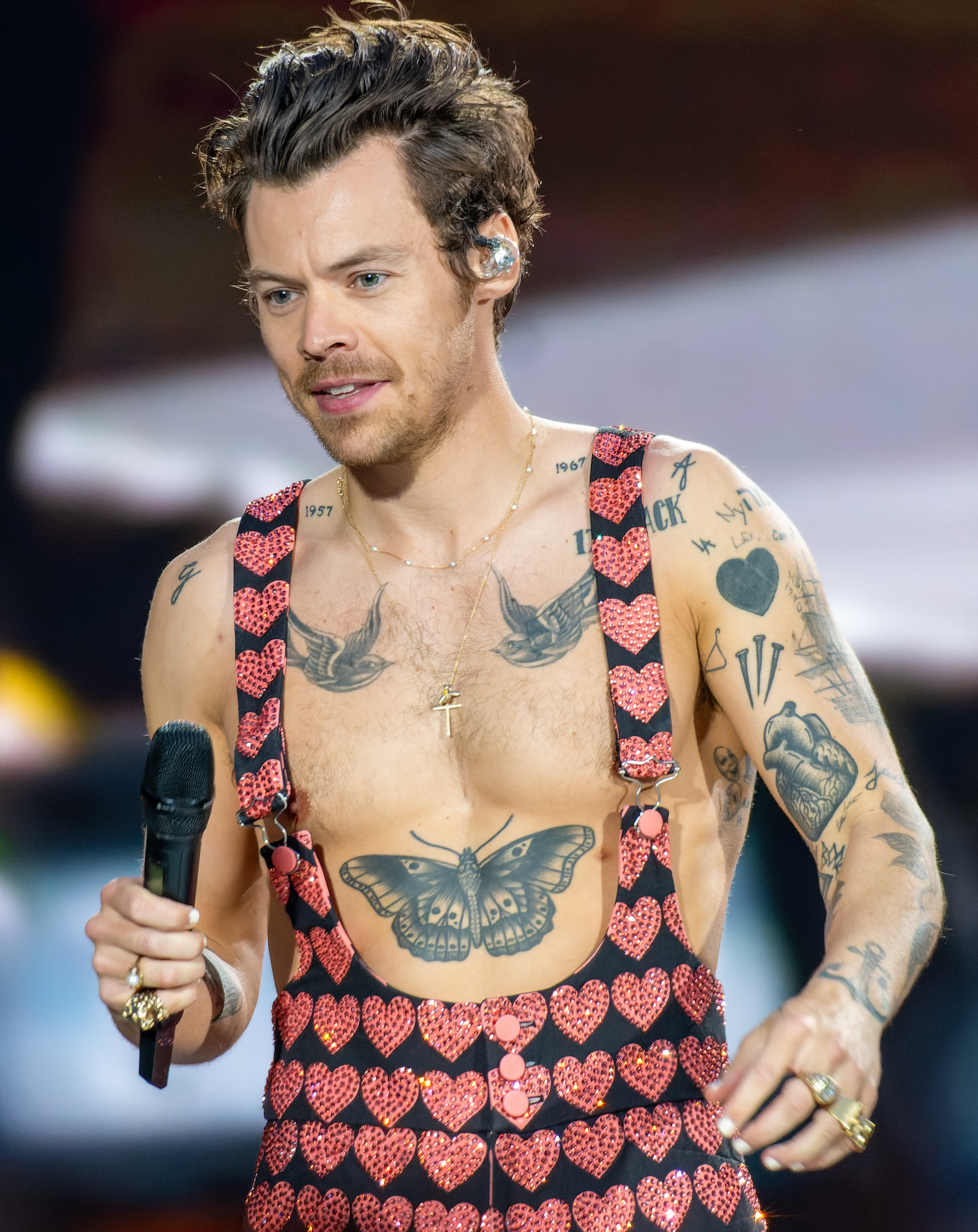
Harry Styles con tatuajes visibles, 2023.

Además de los Osos Bondage Arcoíris, los fans han inventado otro simbolismo que podría significar que Styles y Tomlinson están intentando comunicarse con ellos sobre su mutuo amor secreto. Las afirmaciones no fundamentadas incluyen:
- Styles y Tomlinson tienen tatuajes a juego. Un ejemplo es la rosa de Styles y el puñal de Tomlinson, que supuestamente forman un diseño de tatuaje común de rosa y puñal que representa un amor trágico.[22][3]: 193  Los tatuajes de golondrinas en el pecho de Styles supuestamente representan a él mismo y a Tomlinson, con el pájaro más grande representando a Styles debido a su ceja inclinada inusual, y el pájaro más pequeño representando el tamaño más pequeño de Tomlinson.[2]
- Los colores verde y azul representan a Styles y Tomlinson, respectivamente. La asociación se debe a que Styles usaba cinta verde y Tomlinson usaba cinta azul en sus micrófonos inalámbricos cuando estaban de gira con One Direction.[3][22] El color azul también se ha señalado como el color de los ojos de Tomlinson.[8]
- Styles y Tomlinson están interesados en una forma de numerología relacionada con el número 28, que los Larries creen que está relacionado con el supuesto día de su boda, el 28 de septiembre de 2013.[3]: 198  El número se ha encontrado en muchas cosas, desde la camiseta de fútbol número 28 de Tomlinson hasta la fecha de lanzamiento de la película de Styles Dunkerque (21/7) que suma el número 28.[3]: 198

Este proceso de búsqueda de pistas ha permitido que la teoría conspirativa se mantenga hasta el día de hoy, a pesar de que Styles y Tomlinson han estado notablemente ausentes de la vida del otro desde que One Direction entró en un hiato indefinido en 2016.: 198 

### Babygate
Cuando Briana Jungwirth quedó embarazada con el hijo de Tomlinson en 2015, algunos Larries encontraron difícil creer que él iba a tener un hijo biológico mientras estaba en una relación monógama con Styles.: 203  Para resolver la disonancia cognitiva, algunos Larries construyeron una teoría conspirativa llamada «Babygate», que afirma que el embarazo fue falso y fabricado por el management de Tomlinson.: 203  Esta facción de Larries afirma que el bebé nacido del embarazo era inicialmente un muñeco, pero a medida que el bebé crecía, fue reemplazado por un actor u otro miembro de la familia de la madre.: 203  Los cuerpos y comportamientos de Tomlinson y Jungwirth fueron examinados en busca de señales de que ella estaba fingiendo el embarazo, y las fotos de ellos fueron analizadas en Photoshop en busca de signos de edición.: 205–211 
La madre del hijo de Tomlinson ha comentado sobre las teorías conspirativas, calificándolas de «enfermas y moralmente incorrectas». En 2016, una persona anónima llamó a Tomlinson y le dijo: «Espero que tu bebé muera».

### Carreras en solitario
La separación de One Direction fragmentó la base de fans en siete facciones distintas, aunque a veces superpuestas: Harries (fans de Harry Styles), Louies (fans de Louis Tomlinson), Zquad (fans de Zayn Malik), Lovers (fans de Niall Horan), Paynos (fans de Liam Payne), OT4/OT5s (fans de One Direction en general) y Larries.: 227  También hay una comunidad sustancial de fans adyacentes a One Direction llamados «antis» que pasan grandes cantidades de tiempo en línea contrarrestando las cosas que los Larries dicen y hacen. Los ex-Larries a menudo contribuyen a este trabajo anti-conspirativo creando publicaciones que invocan la experiencia de «dejar un culto».: 181–2 
Desde el comienzo de su carrera en solitario, Styles se ha vestido de manera andrógina, cantando canciones y haciendo videos musicales que invocan la fluidez sexual, y ondeando banderas del orgullo en sus conciertos. También se ha negado a etiquetar su sexualidad. Para explicar el comportamiento de Styles mientras Tomlinson ha declarado explícitamente que es heterosexual, algunos Larries han construido una narrativa de martirio para Tomlinson.: 235  Tomlinson es visto como alguien que está «encadenado» para que Styles pueda experimentar una vida donde es comercialmente exitoso y sexualmente libre.: 235–236  Al mismo tiempo, muchos Larries aún mantienen la creencia contradictoria de que Styles sale con mujeres como un intento de ocultar su relación con Tomlinson. Esto resultó en el acoso a la entonces novia de Styles, Olivia Wilde, en TikTok.

## Contenido

Abrazo entre Styles y Tomlinson en un concierto de 2015, que se convirtió en un «momento preciado de Larry Stylinson».

Los Larries creen que Tomlinson y Styles están o estuvieron en una relación romántica. La evidencia central de la conspiración a menudo se presenta a través de clips de video que enmarcan miradas, toques u otras interacciones interpersonales como gestos románticos.: 176–179  Estos videos, a veces convertidos en gifs en plataformas como Tumblr o recopilados en plataformas como YouTube, impactan al espectador a través de la repetición.: 176–179  Por ejemplo, un abrazo entre Styles y Tomlinson se convirtió en un «momento preciado de Larry Stylinson» por la forma en que los fans compartieron fotografías del momento desde diferentes ángulos, lo incluyeron como un punto destacado en videos y lo usaron como inspiración para fan arts y fanfiction.: 228 
Las personas que se sienten intrigadas por la conspiración pueden ser dirigidas a contenido escrito más detallado, que va desde cronologías día por día de su relación hasta explicaciones intrincadas de la teoría de Babygate.: 176–179, 218  Muchas cuentas que actualizan sobre One Direction, Styles y Tomlinson son gestionadas por Larries que solo publican contenido que se alinee con la conspiración, y se anima a los nuevos Larries a seguir únicamente estas cuentas.: 218 
Un ex-Larry, cuando fue entrevistado sobre este tipo de censura, informó que las cuentas «no reblogueaban actualizaciones o fotos sobre relaciones ‘barba’» y que los numerosos amigos gays de Styles también eran ignorados por estas cuentas porque «no encajaban con una narrativa de él como un hombre gay oprimido».: 219  A 2020, el Larry Stylinson es el ship más reblogueado en Tumblr.
Existe fanfiction erótica Larry, al igual que otras formas de fan art,: 228  incluyendo «femslash», que representa a Larry como lesbianas mediante el recurso de intercambio de género. El artista Owen G Parry creó varias obras de arte temáticas del Larry que se exhibieron en una exposición en Londres en 2016. Parry dice que shippear a Larry puede ser «un lugar seguro para probar tu sexualidad, un espacio de fantasía» para muchos fans jóvenes. Tomlinson dijo sobre el fanfiction de Larry en línea en 2022 que «Es extraño, toda esa mierda, pero no hay mucho que puedas hacer al respecto. Preferiría que no lo hicieran, pero es lo que es, no lo estaré viendo».

## Ideología

### Justificación de las creencias
La disminución de la interacción entre Styles y Tomlinson a lo largo de los años ha llevado a los fans conspiracionistas a verse a sí mismos como «portavoces» de los dos hombres.
Kaitlyn Tiffany, autora y Directioner, afirma que «... [los Larries] a menudo acusaban a otros fans de ser homófobos si no apoyaban a Larry Stylinson. [...] Los anti-Larries a menudo se enfocaban en los Larries e intentaban desmantelar su lógica y acallarlos de una manera que quizás era innecesaria. Se convirtió en una gran distracción». También dice que a los Directioners no Larries no les gustaba la cobertura mediática que hacía de los Larries algo así como la cara pública del fandom.
A 2022, los Larries son generalmente mujeres de alrededor de los 20 años. Las académicas Clare Southerton y Hannah McCann dicen:

Los Larries han sido retratados en gran medida como una expresión extraña del fandom más amplio de Directioners, una variación inexplicable posverdad de la fangirl histérica. [...] Los Larries revelan formas complejas de deseo que parecen pertenecer más a la comunidad deseante que al individuo. Al revisar la figura de la fangirl [con un lente queer], encontramos que, lejos de simplemente desear a sus ídolos de la banda de chicos, los Larries desean el deseo mismo. Si bien el objetivo de las noticias falsas es llegar a la «verdad», a menudo pierden de vista los paradigmas sociopolíticos generales [...] La lección definitiva del fandom de Larry no es la prueba de si Larry es real, sino más bien, la creación de un espacio para que la queeridad de Larry sea real, ya sea realmente real o no.

También comentan sobre la compleja relación del grupo de fans con la ficción slash y el queerbaiting.

### Acoso
Los Larries han acosado e intimidado a las novias de Styles y Tomlinson. El acoso se extendió incluso a la madre del hijo de Tomlinson, la familia de una de sus novias, así como a una familia no relacionada con el mismo apellido.

## Respuesta
Styles y Tomlinson han criticado y desmentido repetidamente la teoría desde su concepción, con Tomlinson afirmando que la conspiración había dañado la relación entre ambos. En 2012, Tomlinson recurrió a Twitter para abordar la conspiración, declarando:

Qué tal esto, Larry es la mayor sarta de gilipolleces que he escuchado nunca. Estoy feliz por qué no pueden aceptarlo.

 El excompañero de One Direction Zayn Malik abordó la conspiración en 2015, diciendo que no había relaciones secretas dentro de la banda y que la creencia había afectado a Styles y Tomlinson, quienes, como resultado, evitaban comportamientos físicamente íntimos, como abrazarse. El miembro de la banda Liam Payne dijo en 2015 que los símbolos en los conciertos de One Direction como banderas arcoíris para indicar apoyo a la conspiración «lo volvían loco».
En 2016, Tomlinson bloqueó la palabra «Larry» en los comentarios de su Instagram, lo que resultó en más de 100,000 comentarios de Larries con variaciones de la palabra, incluyendo «Lerry» y «Larrrrry». En 2017, cuando se le preguntó a Styles si su canción «Sweet Creature» era sobre Tomlinson, éste respondió diciendo que aunque no quería «decirle a nadie que están equivocados por sentir lo que sienten sobre una canción», él «se inclinaría por el no». Tomlinson dijo en una entrevista con The Guardian que sabía que la teoría era culturalmente interesante, pero estaba cansado de ella.
En 2023, Tomlinson afirmó que la teoría era «infantil». En 2024, dijo: 

De lo que me di cuenta hace unos años es que no hay nada que pueda decir. No hay nada que pueda hacer para detener a aquellos que creen en esta conspiración. Están tan conectados con lo que creen que no verán la verdad por lo que realmente es. Estoy seguro de que muchas personas miran y encuentran todas estas pequeñas conspiraciones que ocurren en la vida interesantes. Estaría mintiendo si dijera que no me irrita un poco, pero esa es la naturaleza del trabajo. Hay momentos en que se vuelve muy personal. Tengo a mi hijo, Freddie. Él es la persona más importante en mi vida. Y ocasionalmente, [estas teorías] terminan abordando cosas que son algo injustas. Eso es lo que tenemos ahora. No hay nada que pueda hacer al respecto. Nada que pueda decir para evitar que la gente invente lo que quiere inventar. Así que, que así sea.

## En el contexto de comunidades relacionadas
Larry Stylinson no fue la primera ficción de personas reales (RPF) conspirativa que atrajo a un gran número de «tinhats», o fans que creen que las figuras públicas que shippean realmente están en una relación secreta. El término fue acuñado por primera vez en 2003 como una forma despectiva de referirse a los fans que creían que Elijah Wood y Dominic Monaghan tenían una relación secreta que se formó mientras trabajaban en el set de El Señor de los Anillos. Otras parejas con teorías similares a su alrededor incluyen a los actores Jensen Ackles y Jared Padalecki del programa de televisión de CW Supernatural, así como a la cantautora Taylor Swift y la modelo Karlie Kloss.
El «Babygate» tampoco está solo en cuanto a la especulación de que los embarazos y bebés de celebridades son falsos. Benedict Cumberbatch ha sido objeto de especulaciones de fans sobre el embarazo de su esposa. Zayn Malik y Liam Payne también han sido objeto de sus propios «babygate».: 221  Según la académica Anna Martin, estas conspiraciones son tan comunes porque «Los textos acerca de las estrellas permiten fantasías no solo de riqueza y ocio, sino de una vida en la que el amor es la única preocupación». Kaitlyn Tiffany, escribiendo para The Atlantic, observó: «Las teorías modernas sobre bebés ‘falsos’ de celebridades vienen con un cóctel de resentimiento hacia la hipocresía de las celebridades, la deshonestidad de los medios y la confianza inquebrantable de la élite, que se sale con la suya en lo que quiera [...] Internet no inventó el conspiracionismo, pero sí hizo más fácil y divertida la difusión de teorías conspirativas».
Como muchos otros conspiracionistas, los Larries tienen una fuerte presencia en las redes sociales, y en TikTok en particular.: 219–220  La etiqueta #larrystylinson en TikTok tenía 7.5 mil millones de vistas colectivas hasta mayo de 2022. La propagación de teorías conspirativas en TikTok está bien documentada. Según el antropólogo Joseph Russo, «En un momento en que los jóvenes sienten que viven en un mundo realmente caótico donde no mucho tiene sentido, ciertas teorías conspirativas pueden sentirse como una manta de seguridad, porque nos dicen que en realidad hay un orden detrás de todo».
La académica Abby Richards, que investiga la desinformación en TikTok, ha dicho sobre las teorías conspirativas: «Hemos visto que una y otra vez esto puede absolutamente traducirse en daños en el mundo real». Sin embargo, las académicas Hannah McCann y Clare Southerton cuestionan los motivos detrás de «descartar a los Larries como meramente peligrosos», y cuestionar para qué paradigma pueden ser peligrosos. Dicen que enmarcar a los Larries exclusivamente como consumidores y propagadores de noticias falsas «pierde de vista los paradigmas sociopolíticos generales que dan forma a lo que se puede ver, escuchar y representar en primera instancia». Tiffany desafía este punto de vista, afirmando que los fans fueron «despojados» de la neutralidad hacia el Larry una vez que se lo vio como un «asunto serio» debido a que interfería con las vidas personales de Styles y Tomlinson.: 192 

## En la cultura popular
Los Larries han aparecido en la cultura popular fuera de su propio fandom, los ejemplos incluyen:
- La novela de jóvenes adultos de 2017 Grace and the Fever se inspiró en el fandom del Larry.[56][57]
- En 2019, el drama adolescente Euphoria mostró una escena de sexo animada entre Styles y Tomlinson debido a que uno de sus personajes, Kat, es una conocida escritora de fanfiction de One Direction. El programa retrata a Kat como la inventora del ship de Larry Stylinson.[58][15] Tras el lanzamiento del episodio, tanto los conspiracionistas del Larry como los fans regulares de Styles y Tomlinson expresaron indignación porque el ship fue retratado en el programa.[59][15] Styles y Tomlinson no habían aprobado la secuencia.[6]: 230
- El libro de Kaitlyn Tiffany de 2022 sobre el fandom de One Direction, Everything I need I get from you: how fangirls created the Internet as we know it, dedica dos capítulos a los Larries.[34][60]